# Hans Caudir
Hans Caudir von Spiegel, auch Johannes Gaudier genannt Spiegel von Strependorf (* Anfang des 16. Jahrhunderts im Herzogtum Liegnitz-Brieg; † 30. August 1579 in Glatz, Grafschaft Glatz) war Komtur der Johanniterkommende Glatz. Für die Kaiser Ferdinand I., Maximilian II. und Rudolph II. war er als Dolmetscher und Übersetzer der türkischen und persischen Sprache tätig.

## Leben
Hans Caudir genannt Spiegel entstammte einer Adelsfamilie, deren Name vermutlich mit der Wasserburg Kauder bei Bolkenhain (polnisch Bolków) im Herzogtum Schweidnitz-Jauer zusammenhängt. Er wurde im Herzogtum Liegnitz-Brieg geboren und wuchs dort auf.

### Türkische Kriegsgefangenschaft
Seine Kenntnisse der türkischen und persischen Sprache in Wort und (arabischer) Schrift hat Caudir während einer mehrjährigen türkischen Kriegsgefangenschaft erworben. An den Türkenkriegen der Jagiellonen und Habsburger nahmen auch Soldaten aus dem böhmischen Nebenland Schlesien teil, dabei kamen verschiedentlich Johanniter-Malteser-Ritter zum Einsatz. Hans Caudir genannt Spiegl diente unter König Ludwig II. von Böhmen und Ungarn (1506–1526) und gehörte wahrscheinlich zu den mehr als 100.000 Gefangenen, die nach der Schlacht bei Mohács und dem Tod des Königs 1526 von Sultan Süleyman I. in die Sklaverei geführt wurden. Das Truppenkontingent der schlesischen Reiter des böhmisch-ungarischen Prinzenerziehers Markgraf Georg von Brandenburg-Ansbach-Kulmbach, Herzog von Oppeln-Ratibor und Jägerndorf, hatte sich allerdings während der eigentlichen Schlacht noch etwa zwei bis drei Tagesmärsche entfernt bei Raab (Győr) befunden, so dass Caudir die Teilnahme an dem blutigen Kampf in Mohács wohl erspart blieb.

### Kaiserlicher Dolmetscher und Komtur in Lossen
Caudir trat etwa 1537 in habsburgische Kriegsdienste und übernahm um 1541 den neugeschaffenen Posten eines „turkischen Tulmätschen“ in Wien und Prag. 1544 bestätigte der Römisch-deutsche König Ferdinand I. – seit 1526/27 auch König von Böhmen, Kroatien und Ungarn – Caudirs Adelsstand und gewährte ihm eine Wappenbesserung. 1549 amtierte „Hanß Caudier gen. Spigel, königlich böhmischer Dolmetsch der türkischen Sprache“ als Komtur der Johanniter-Kommenden Brieg und Lossen. Sebastian vom Hor und Johann Hofemann waren seine Verwalter. Das Gebiet beider Komturen war unter dem Einfluss des Herzogs Friedrich II. von Liegnitz und Brieg (1480–1547) bereits um 1523/25 evangelisch geworden. 1546 hat Friedrich II. das Pfarrstellen-Besetzungsrecht des Brieger Kommendators selbst übernommen, so dass es sich bei der Komtur zu Brieg wohl lediglich um einen Titularanspruch des Lossener Kommendators Caudir handelte.

### Übersetzung der „Geschichte der Osmanen“
Hieronymus Beck von Leopoldsdorf (1525–1596) hatte von seiner Pilgerfahrt nach Palästina 1551 die Schrift Taʾrīḫ-i āl-i ʿOṯmān (= Geschichte der Osmanen) des Muhyiddin Ibn-Alaeddin Ali El-Cemali (Muḥyi ʾd-Dīn Meḥmed b. ʿAlāʾ ad-Dīn ʿAlī al-Ǧamālīʾ; Mollâ Çelebî) aus der Türkei mitgebracht, die zeitgenössische Kurzfassung einer altosmanischen Chronik. Beck hatte die Handschrift in Konstantinopel durch Vermittlung des Dragomans des französischen Gesandten bei der Hohen Pforte Gabriel de Luitz, Baron d’Aramont, erworben. Es war das erste türkische Werk über den Ursprung der Osmanen und ihre Geschichte, das in Europa bekannt wurde. Hieronymus Beck übergab die Handschrift (den sogenannten Codex Beccanus) König (ab 1558 Kaiser) Ferdinand I., der sie von seinem Dolmetscher Hans Caudier genannt Spiegel ins Deutsche übersetzen ließ. Markus Ambrosius von Brosenthal (* um 1530/35; † nach 1592) aus Neisse (Nysa) besorgte 1567 eine Veröffentlichung der Übersetzung, die er den Herzögen Georg II. von Brieg (1523–1586) und Heinrich XI. von Liegnitz (1539–1588) widmete. Der moldauische Historiker Dimitrie Cantemir warf Gaudier später ungenaue Erläuterungen und zu starke Orientierung an „türkischen Jahrbüchern“ vor.
Der Wiener Nuntius Girolamo Martinengo (1504–1569), Abt von Leno, sandte 1552 Schriftstücke von Kardinal Georg Martinuzzi (1482–1551), dem Statthalter von Siebenbürgen, an den türkischen Oberbefehlshaber in Ungarn Kara Ahmed Pascha († 1555) und den Hauptdolmetscher der Hohen Pforte İbrahim Bey alias Joachim Strasz († 1571) und bestätigte, dass die Übersetzung der türkisch geschriebenen Schriftstücke aus dem Besitz des verstorbenen Kardinals ins Deutsche durch „Joannes Spiegl juratus interpres“ erfolgt war. Caudirs Gehalt als „Türckhisch Tulmetsch“ bzw. „Dülmatschen“ betrug zunächst 20 Gulden, 1554 25 Gulden monatlich.

### Komtur der Johanniterkommende Glatz

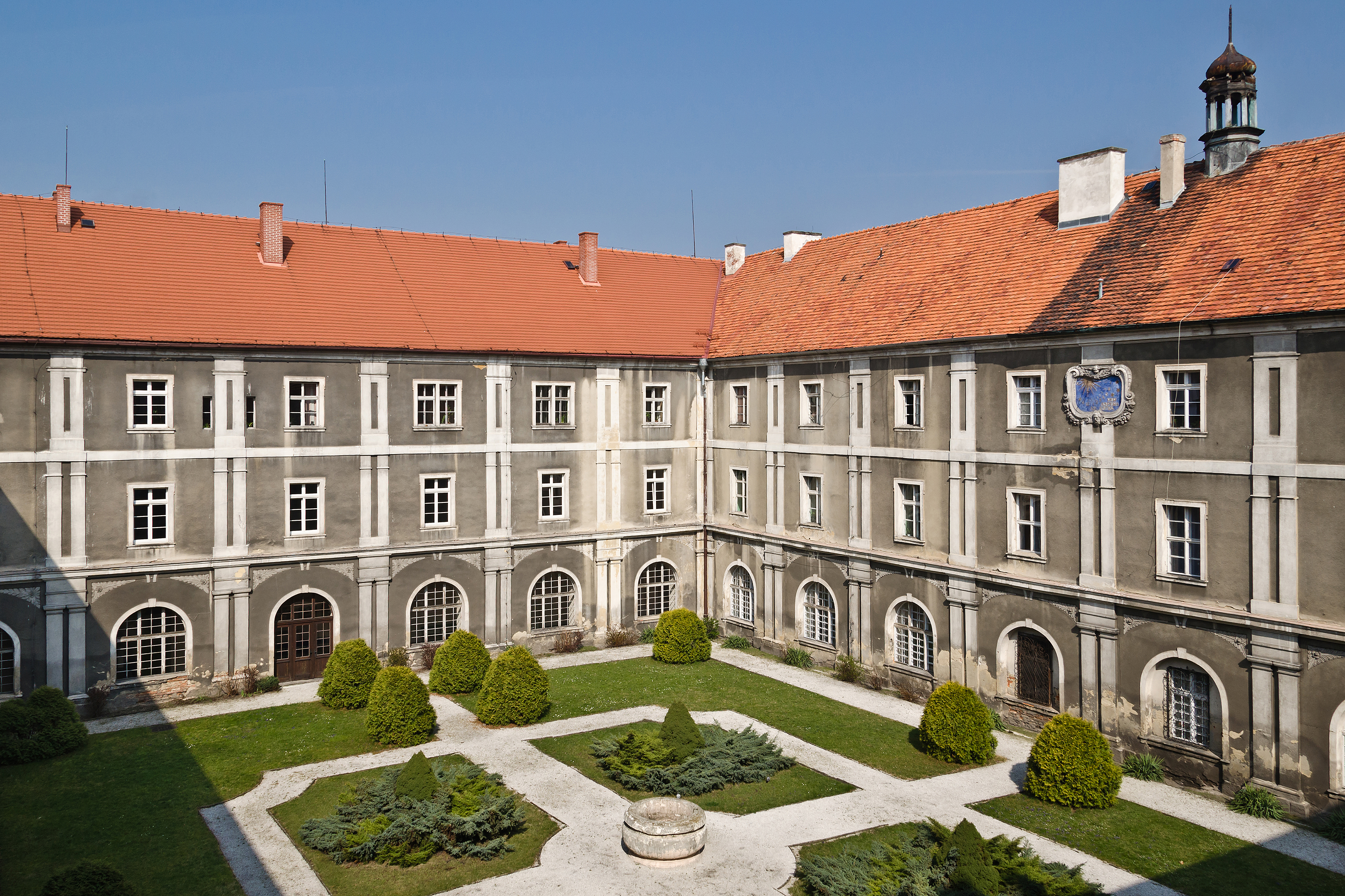
Jesuitenkonvikt (ehemalige Johanniterkommende) in Glatz (Kłodzko)

Nachdem ihm „wegen seiner treuen Dienste“ schon längere Zeit die „Commenthureyen Brigg und Lossen“ des Ordens Sanct Johannis Hierosolymitani (Hl. Johannes zu Jerusalem) überlassen worden waren, wurde Hans Caudir 1558 im Tausch gegen Brieg und Lossen Nachfolger des Niklas von Waldau (Welda) als Komtur der Glatzer Johanniterkommende. Ihm wurden 150 Dukaten und 20 Taler als Ertrag auf Glatz fest verschrieben. Der Kaiserliche Rat und königlich böhmische Erb-Truchsess Wenzel Hase von Hasenburg (1518–1578) auf Budin, Großprior der Johanniter, stellte dem „Turggischen Tulmätsch … Hanns Caudier, Spiegl genannt,“ darüber am 16. August 1558 in Strakonice eine Urkunde aus, die 1560 in Wien von Kaiser Ferdinand I. bestätigt wurde. Als Glatzer Komtur nannte er sich „bevollmächtigter Inhaber der Glatzer Kommende“.

### Förderer des Protestantismus
Dem neuen („jetzo“) Komtur „Hanns Candior Spiegl“, kaiserlichem Dolmetsch der türkischen Sprache, wurde bereits im selben Jahr vorgeworfen, dass er einen jungen, in Laibach geweihten Priester aus Thüringen zum Stadtpfarrer eingesetzt hatte, der zuvor – noch als Kaplan dieser Pfarre – einem kranken Edelmann aus Schlesien die „Communion sub utraque specie … aus dem Lutherischen Catechismo … consecriert … und gereicht“ hatte. Der Bericht einer kaiserlichen Visitations-Kommission unter der Leitung des böhmischen Rates Wenzel Haugwitz von Biskupitz aus Leitomischl stellte im Juli 1558 – noch während der Vakanz der Komtur – fest, dass dieser neue Kaplan Nicolaus, der im Übrigen pardoniert wurde, „einst“ einem „von Adel Spiegel genannt“ das Abendmahl in beiderlei Gestalt gereicht hatte. Der Glatzer Hofprediger und Archidiakon Christoph Neaetius († 1574) berichtete später dasselbe. Es kann sich bei diesem „Spiegel“ nicht um Hans Caudir – der Neaetius bekannt war –, sondern muss sich um eine andere Person mit diesem Nachnamen, vielleicht einen Verwandten gehandelt haben.
Nach dem Tod des Wittelsbachers Ernst von Bayern (1500–1560), der als Pfandherr der unmittelbar zu Böhmen gehörenden Grafschaft Glatz seit 1556 in Glatz residiert und eine Gegenreformation betrieben hatte, löste Kaiser Ferdinand I. von dessen Nachfolger Herzog Albrecht V. von Bayern (1528–1579) 1561 die Pfandschaft aus. Danach wurde die protestantische Religionsausübung in der Grafschaft wieder möglich. Mit Zustimmung des Landeshauptmanns (Hetmans) Christof Muchek von Buckau auf Wossek (Kryštof Muchek z Bukova a na Voseku; † 1572) und des Komturs Hans Caudier genannt Spiegel, dem der Pfarrsatz an der Pfarrkirche St. Mariä Himmelfahrt zustand, wurden vom Magistrat der Stadt in der Folge lutherische Pfarrer nach Glatz berufen: 1562 Magister Johann Prager, 1563 Magister Abraham Zenckfrey († um 1610) und 1564 Andreas Eising d. Ä. (1524–1591). Hans Caudir willigte auch darin ein, dass die Lateinschule der Johanniter 1561 in die Verwaltung des Glatzer Magistrats überging und 1565 die Schulgebäude und der Pfarrhof durch einen Neubau aus Steinen ersetzt wurden. Die Schule wurde mit lutherischen Lehrern besetzt. Dem Rektor der Schule – zunächst Martin Schmid, ab 1570 Martin Sturm (* um 1539; † 1593) – stellte der Komtur einen Freitisch auf seinem „Kreuzhoffe“ zur Verfügung.

### Weitere Tätigkeit für den Kaiserlichen Hof
Auch nach der Übernahme der Komtur in Glatz und seiner Hinwendung zum Protestantismus blieb Hans Caudir als Dolmetscher im Dienst der Habsburger. Am 1. Juli 1561 wurde er nach 24-jähriger Dienstzeit durch einen Provisionsbrief Kaiser Ferdinands I. „in ansehung seines nunmer erlangten Allters“ vom Hofdienst befreit und erhielt eine jährliche Pension von 100 Talern aus dem Rentmeisteramt des Herzogtums Ober- und Niederschlesien. Aus dem Jahr 1562 ist die lateinische Übersetzung des mit den Osmanen – gegen die Abtretung von Siebenbürgen und Oberungarn an Johann Sigismund Zápolya und eine jährliche Tributzahlung von 30.000 Ungarischen Dukaten an die Hohe Pforte – auf acht Jahre geschlossenen Waffenstillstands-Vertrages erhalten, die „Ioannes Gaudiceius, Spiegelus dictus, Ferdinandi interpres“ aus dem Türkischen und Arabischen anfertigte. Der „Bunds und Friedsbrieff“ (confoederationis et pacis litterae), den Sultan Süleyman I. Anfang September in Konstantinopel ausgestellt hatte, wurde am 27. November 1562 von dem türkischen Botschafter İbrahim Bey (Joachim Strasz) anlässlich der Krönungsfeierlichkeiten für König Maximilian II. in Frankfurt am Main übergeben. Der Vertrag war von dem habsburgischen Botschafter in Konstantinopel Ogier Ghislain de Busbecq vermittelt worden, der mit der osmanischen Delegation über Sofia, Belgrad, Tolna, Budapest („Ofen“), Esztergom („Gran“), Komárom, Wien, Prag, Bamberg und Würzburg nach Frankfurt gekommen war. Sehr wahrscheinlich war der Hofdolmetscher Caudir bei der Übergabe zugegen; man stellte durch seine Übersetzung sehr bald fest, dass die türkische Fassung der Urkunde in mehreren wesentlichen Punkten von der durch İbrahim Bey übergebenen lateinischen Fassung abwich.
1564 bestellte König Maximilian II. den adeligen Hofdiener Spiegl für den 28. Mai (Montag nach Trinitatis) zum Landtag nach Linz ein, der vom Kaiser Ferdinand I.zur Erbhuldigung Österreichs ob der Enns (Oberösterreichs) ausgeschrieben wurde; der Hofstaat sollte sich zur Weiterreise in der Woche vor Pfingsten in Wien einfinden. Auch im September 1564 scheint sich Hans Caudir am Wiener Hof aufgehalten zu haben. 1566 nahm „Hans Spegel“ im Gefolge des Kaisers als „Röm. Kay. May. Hofdiener, so auff … zwey pferdt besoldung“ hatte, am Augsburger Reichstag teil.
Sein Gehalt betrug 1567 unter Kaiser Maximilian II. monatlich 30 Gulden, seine Kollegen Sigmund Gentsch und Lucas Dragschütz (Drachschütz, Träckschitz; wohl: Lukaš Dragšić), beide ebenfalls Dolmetscher für die türkische Sprache, erhielten 20 Gulden bzw. 15 Gulden. 1570 nahm „Thulmetsch … Hanns Caudir, genannt Spiegel von Schrepfendorff“ am Reichstag zu Speyer teil.
Auch als Mitglied des Hofstaates Rudolphs II. (1552–1612) erhielt „Tulmatsch Hannß Caudier genandt Spiegl von Schrependorff“ bis zu seinem Tod 30 Gulden. Leonhard Krentzheim (1532–1598), der Superintendent des Herzogtums Liegnitz, ließ sich von Caudier für eine Veröffentlichung das Jahr „1561“ der christlichen Zeitrechnung in das Jahr „968“ des islamischen Kalenders umrechnen. 1577 übersandte Caudir die Übersetzungen zweier türkischer Scheiben des Sultans Murad III. und eines Schreibens des Großwesirs Sokollu Mehmed Pascha an den Hof.

### Heirat und letzte Jahre
Ohne auf seine Komturswürde zu verzichten, heiratete Hans Caudir von Spiegel 1564. Seine Frau Dorothea „Cautterin“ († 1594) überlebte ihn. Caudiers Nachfolger als Komtur des Johanniterordens in Glatz wurde Martin Widerin von Ottersbach († 1583).

### Grabinschrift
1888 wurde bei Renovierungsarbeiten im Hof des Katholischen Gymnasiums (ehemaliges Jesuitenkolleg Glatz, zuvor bis 1626 Gebäude der Johanniterkommende Glatz, heute Liceum Ogólnokształcące im. Bolesława Chrobrego w Kłodzku) die Marmorplatte seiner Grabinschrift aufgefunden, deren linker Rand beschädigt ist und ergänzt werden muss:

## Neuausgabe der Übersetzung der „Chronik der Osmanen“
Nach ihrer Erstveröffentlichung blieben die Chronica Oder Acta von der Tuerckischen Tyrannen herkommen vnd gefuerten Kriegen relativ unbeachtet, bis Johannes Löwenklau (1541–1594) nach seiner Rückkehr aus Konstantinopel in Wien neben dieser Übersetzung die türkische Urschrift einsehen konnte, die in der Büchersammlung Kaiser Rudolphs II. aufbewahrt wurde. Unter Mithilfe eines gewissen „Stephan“ aus Ungarn, der Türkisch, Arabisch und Persisch konnte, gab Löwenklau das Buch 1588 zuerst lateinisch, dann 1590 auch deutsch neu heraus.

## Werke (Übersetzungen)
- Exemplar sive Copia Literarum Creditoriarum eidem Legato (= Ebraimo Strotschenio, nato Polono) in causa induciarum octennalium ad Romanum imperium à Turcarum Imperatore (= Solymanno) datarum (1562). In: Ogier Ghislain de Busbecq: Legationis Turcicae Epistolae quatuor, hrsg. von Ludovicus Carrio[67]. Andreas Wechels Erben, Claude de Marne und Johannes Aubry, Hannover 1605, S. 342–349, vgl. S. 339 (Google-Books)
  - (wiederabgedruckt in:) Ogier Ghislain de Busbecq: Opera omnia, hrsg. von  Ludovicus Carrio. Elzevir, Leiden 1633, S. 453–462, vgl. S. 449 (Google-Books)
  - (deutsche Übersetzung) Copey der Credencz und Instructio[n], so Ebrahim Strotsch, deß Türckischen Keysers Legat, für Key. und Kön. May. auch anderen Chur vnd Fürsten des Reichs, in Türckischer Sprach hat eyngelegt. In: Warhafftige Beschreibung, … wie hochgedachter Maximilian, … zu Franckfurt am Mayn, den 24. Nouemb. dess gemeldten 1562. Jars, von den sechss Churfürsten zum Römischen König erwehlet, … auch Ebrahim Strotschen, dass Türkischen Keysers Bottschafft, für Röm. Key. Mt. auch andere Chur vnd Fürsten, anbringen, mit sampt seinen herrlichen Geschencken … persönlich gewesen vnd erschinen sind. Georg Rabe, Sigmund Feyerabend, Weigand Han Erben, Frankfurt am Main 1562, S. 194–208 (Google-Books)
  - (andere deutsche Übersetzung) Exemplar oder Copey des Vereynigung Brieff so d[er] Türckisch Key. Solyman dem Rö. Key. Ferdinand gehn Franckfurt am Mayn auff der Krö[n]ung Königs Maximilians durch seine Gesandten hat vberschickt anno 1562, den Achtjärigen Frieden anbelangent. In: Antoine Geuffroy, Nicolaus Höniger: Ander Theil der Türckischen Historien und Wahrhafften Geschichten, Thaten, Handlungen … so sich zwischen den Türcken und Christen vom jar M.D.XX. biß auff das M.D.LXXVIII. jar … zugetragen. Sebastian Henricpetri, Basel 1578, S. clxx–clxxiiij (Google-Books)
  - Diploma porro pacis octennalis, quod a Ioanne Gaudiceio, Spiegelo dicto, Ferdinandi interprete, linguae Turcicae et Arabicae admodum perito, in Latinum versum esse (1. September 969 = 1562).[68] In: István Katona: Historia Critica Regvm Hvngariae. Stirpis Avstriacae, ex fide domesticorvm et exterorvm scriptorvm concinnata, 4. Buch, Bd. XXIII Ab Anno Christi MDLVIII. Ad Annum Usque MDLXIV. Weingand & Koepf, Buda 1799, S. 598–607 (Digitalisat der Bayerischen Staatsbibliothek München)
- Marcus Brosian (= Markus Ambrosius von Brosenthal) (Hrsg.): Chronica Oder Acta von der Türckischen Tyrannen herkommen vnd gefürten Kriegen aus Türckischer Sprachen vordeutschet von Hans Caudier Spiegel genandt. Vorhin nie in Druck ausgangen, Widmungsvorwort datiert „zur Neis den 22. tag Decembris, Anno 1566“. Johann Eichorn, Frankfurt an der Oder 1567 (Digitalisat der Österreichischen Nationalbibliothek Wien)
- Johannes Löwenklau (Hrsg.): Annales Sultanorum Othmanidarum, a Turcis sua lingua scripti, … a Joanne Gaudier dicto Spiegel, interprete Turcico Germanice translati. (Mit einem Widmungsbrief von Hans Caudir genannt Spiegel an Kaiser Ferdinand I.). Andreas Wechels Erben, Claude de Marne und Johannes Aubry, Frankfurt am Main 1588 (Digitalisat der Bayerischen Staatsbibliothek München).
  - Johannes Löwenklau (Hrsg.): Annales Svltanorvm Othmanidarvm. 2. Aufl. Andreas Wechels Erben, Frankfurt am Main 1596 (Digitalisat der Universitätsbibliothek Augsburg), (Google-Books).
  - Johannes Löwenklau (Hrsg.): Annales Sultanorum Othmanidarum, A Turcis sua lingua scriptis. In: Laonikos Chalkokondyles: Αποδειξις ιστοριων δεκα (Apodeixis Historiōn Deka) / Historiarum Libri Decem. (Corpus Byzantinae historiae 16). Typographia Regia, Paris 1650, (beigebunden) S. 303–350 (Digitalisat der Bibliothèque Nationale de France Paris)
    - 2. Aufl. Bartholomaeus Javarina, Venedig 1729, (beigebunden) S. 237–271 (Digitalisat der Österreichischen Nationalbibliothek Wien), (Digitalisat der Bayerischen Staatsbibliothek München).
    - Johannes Löwenklau (Hrsg.): Annales Sultanorum Othmanidarum a Turcis sua lingua scriptis. In: Laonikos Chalkokondyles: Αποδειξις ιστοριων δεκα (Apodeixis Historiōn Deka) / Historiarum libri decem. (Patrologia Graeca 159). Jacques-Paul Migne, Paris 1866 (Nachdruck: Brepols, Turnhout 1966), S. 573–650 (Digitalisat der Bayerischen Staatsbibliothek München)
- Chronica Der Türckischen Sultanen, Osmanier Geschlechts, von Türcken selbst beschrieben, vnd durch Herrn Hieronymum Beck von Leopoldstorff, Röm. Keys. Maiest. HofCammer Rath anno 1551. von Constantinopol gebracht. Volgendes auß Türckischer Spraach verteutscht durch Hansen Gaudier, genandt Spiegel, weiland Keysers Ferdinandi deroselben Spraach Dolmetschen, und mit dem Türckischen Exemplar conferirt durch Hansen Lewenklau. In: Hans Löwenclau von Amelbeurn: Neuwe Chronica Türckischer Nation von Türcken selbst beschrieben, volgendts gemehrt vnnd in vier Bücher abgetheilt: Das Erst, Gitabi Teuarichi,[69] Chronic oder Zeitbuch der Fürsten Osmanischen stammens, von ihrem Vrsprung … biss auff den Sultan Suleiman Chan, vnd das 1550. jar Christi. Andreas Wechels Erben, Frankfurt am Main 1590, S. 1–53 (archive.org).
  - 2. Aufl. Andreas Wechels Erben de Marne vnd Aubri, Frankfurt am Main 1595 (Google-Books), (Google-Books) [und weitere Auflagen].